# Abbots Langley
Abbots Langley – wieś w Anglii, w hrabstwie Hertfordshire. Wspomniana w Domesday Book,  jako Langelai. Wieś, położona jest niedaleko miasta Watford, a od 1974 należy do dystryktu Three Rivers.
Ok. 1100 w Abbots Langley urodził się Nicholas Breakspear (zm. 1159), znany, jako papież Hadrian IV. We wsi znajdują się ulice, nawiązujące nazwami do jego osoby (Adrian, Breakspear, Pope) oraz browar Brakspear.